# V-Base 4.5
V-Base 4.5 je databáze určená pro evidenci časopisů a knih pro počítače Sinclair ZX Spectrum a kompatibilní (například Didaktik). Jedná se o program českého původu. Vydavatelem programu byla společnost Proxima - Software v. o. s., program byl vydaný v roce  1993.
Program původně vznikl pro potřebu společnosti Proxima - Software, v. o. s. jako databáze předplatitelů časopisu ZX Magazín. Program nemá třídicí funkce.
Program vznikl pro disketovou jednotkou Didaktik 40, pro jiné diskové systémy je program nutné upravit. Stejně tak je nutné provést úpravu, pokud bude program provozován na jednotce B:, program je standardně nastaven tak, že načítá a ukládá data na jednotku A:. Jelikož diskové operace jsou prováděny pomocí Basicu, jedná se pouze o náhradu příkazů pro příslušný diskový systém.